# Assassin
Assassin (с нем. — «убийца») — трэш-метал-группа из Германии (Дюссельдорф).

## О группе
Группа была основана в 1983 гитаристом Михаэль Хоффманом, басистом Маркусом «Люлли» Людвигом и барабанщиком Дэнджером «Психо», который и придумал название коллектива. Официальным годом рождения «Assassin» является 1985. В этом же году Хоффман уходит в армию и к группе присоединяется Юрген Шольц, Динко Векис и позднее всех вокалист Роберт Гоннелла. В этом же году «Assassin» записывает первое демо «Holy terror», ставшее известным в андерграунде и получившее положительные отзывы. Группе поступает предложение для дальнейшего сотрудничества от американской звукозаписывающей компании «King Classic records», которое коллектив отклоняет.
Второе демо «The Saga of Nemesis» увидело свет в 1986 году и Assassin подписывает контракт с «SPV/Steamhammer». В конце января на этом лейбле 1987 выходит дебютный альбом «The Upcoming Terror». Мощный трэшевый альбом с социально-политическими текстами получил хорошие отзывы. После выпуска пластинки Дэнджер покидает коллектив и на его место приходит Франк Неллен. К тому времени из армии вернулся Хоффман и «Assassin» пробуют играть с тремя гитарами. Но Шольцу такая ситуация не нравилась, и он вскоре покидает коллектив. В 1988 году на «Steamhammer» вышел второй альбом, «Interstellar experience», на котором к трэшевому звучанию добавилось хардкоровое. Большую часть материала для этого диска написали Михаэль и Франк.
В 1989 году «Assassin» провели совместный тур с «Rumble militia» и «Death angel», после которого приступают к работе над следующим альбомом. В процессе работы из коллектива внезапно уходит Динко. Музыканты успели записать только трехтрековое демо, после чего у группы с репетиционной точки крадут все оборудование и музыкальные инструменты. К этому моменту отношения в «Assassin» не очень хорошие, и ограбление стало толчком к развалу группы. Хоффман уходит в «Sodom», вслед за ним исчезает Олаф, и «Assassin» прекращает существование.
В 2003 группа выступила на Wacken Open Air, а в 2005 году выпускает третий альбом The Club.
Летом 2010 группа записала свой четвёртый альбом «Breaking The Silence». Он был спродюсирован Харрисом Джонсом и вышел в феврале 2011.
Летом 2011 первые два альбома коллектива были выпущены в ремастированном издании под названием «Chronicles of Resistance», которое содержало также много бонусного материала.
В начале 2014 Роберт Гоннелла покидает группу. Тем не менее, коллектив решает продолжить музыкальную деятельность, и вскоре состав пополняется новым вокалистом, которым становится Инго «Кровзак» Байончак. Вместе с ним группа записывает альбом «Combat Cathedral». Незадолго до релиза диска по причине музыкальных разногласий из группы уходит один из основателей коллектива, Михаэль Хоффман.

## Состав

### Текущий состав
- Инго «Кровзак» Байончак — вокал (2014 — настоящее время)
- Юрген Шольц — гитара (1984—1987, 2002 — настоящее время)
- Фрэнк «Блэкфайр» Годжик — гитара (2016 — настоящее время)
- Бьорн Сондерман — ударные (2009- настоящее время)
- Йошим Кремер — бас-гитара (2009)

## Дискография
- The Upcoming Terror (1987)
- Interstellar Experience (1988)
- The Club (2005)
- Breaking the Silence (2011)
- Combat Cathedral (2016)
- Bestia Immundis (2020)
- Holy Terror - the Saga of Nemesis (2021)